# Grote Prijs Stad Zottegem 1991
Il Grote Prijs Stad Zottegem 1991, cinquantaseiesima edizione della corsa, si svolse il 20 agosto 1991 su un percorso di 181 km, con partenza e arrivo a Zottegem. Fu vinto dal belga Peter De Clercq della Lotto-Superclub davanti al suo connazionale Corneille Daems e all'olandese Frans Maassen.

## Ordine d'arrivo (Top 10)
| Pos. | Corridore         | Squadra             | Tempo    |
| ---- | ----------------- | ------------------- | -------- |
| 1    | Peter De Clercq   | Lotto-Superclub     | 4h07'26" |
| 2    | Corneille Daems   | Collstrop-Isoglass  |          |
| 3    | Frans Maassen     | Buckler             |          |
| 4    | Wilco Zuijderwijk | Buckler             |          |
| 5    | Sammie Moreels    | Lotto-Superclub     |          |
| 6    | Peter Naessens    | Collstrop-Isoglass  |          |
| 7    | Patrick Eyk       | Buckler             |          |
| 8    | Evgenij Antonovič |                     |          |
| 9    | Erik Breukink     | PDM-Concorde-Ultima |          |
| 10   | Maarten Ducrot    | TVM-Sanyo           |          |